# Meringa hinaka
Meringa hinaka är en spindelart som beskrevs av Forster 1990. Meringa hinaka ingår i släktet Meringa och familjen Synotaxidae. Inga underarter finns listade i Catalogue of Life.